# The First Deadly Sin
The First Deadly Sin is een Amerikaanse misdaadfilm uit 1980 onder regie van Brian G. Hutton. Mann Rubin baseerde het scenario hiervan op het gelijknamige boek van Lawrence Sanders. De hoofdrollen worden gespeeld door Frank Sinatra, Faye Dunaway, David Dukes, Brenda Vaccaro, James Whitmore, Martin Gabel (in zijn laatste filmrol) en Bruce Willis (in zijn filmdebuut).

## Verhaal
De New Yorkse politiechef Edward Delaney bevindt zich op de plaats delict van een moord, wanneer hij bericht krijgt dat de toestand van zijn vrouw (die met nierproblemen in het ziekenhuis ligt) verslechtert is na een operatie. Gedreven door de depressie omtrent de gezondheid van zijn vrouw, gecombineerd met het feit dat hij toch bijna met pensioen gaat, stort Delaney zich vol op de moordzaak. Hij is vooral gefascineerd door het moordwapen dat bij deze moord gebruikt zou zijn.
Delaney probeert de moord aan een reeks andere moorden in de stad te koppelen, maar bij gebrek aan harde bewijzen of goede aanwijzingen loopt elk spoor dood. Dan krijgt hij hulp van een museumcurator, een lijkschouwer en de vrouw van het laatste slachtoffer. Het onderzoek brengt Delaney naar een man genaamd Blank, die ogenschijnlijk een gewoon leven als zakenman leidt. Delaney gebruikt psychologische oorlogsvoering om te proberen de moordenaar te vangen, terwijl de toestand van zijn vrouw met het uur kritieker wordt.

## Rolverdeling
| Acteur         | Personage           |
| -------------- | ------------------- |
| Frank Sinatra  | Edward X. Delaney   |
| Faye Dunaway   | Barbara Delaney     |
| David Dukes    | Daniel Blank        |
| George Coe     | Dr. Bernardi        |
| Brenda Vaccaro | Monica Gilbert      |
| Martin Gabel   | Christopher Langley |
| Bruce Willis   | Man Entering Diner  |

## Achtergrond
The First Deadly Sin was de laatste van in totaal negen films geproduceerd door Frank Sinatra, en tevens zijn laatste filmrol. Bij de première in 1980 werd de film met matige reacties ontvangen door kijkers en critici. Roger Ebert en Leonard Maltin prezen echter wel Sinatra's acteerwerk.

## Nominaties
| Jaar | Prijs                                                           | Genomineerde(n) | Uitslag     |
| ---- | --------------------------------------------------------------- | --------------- | ----------- |
| 1981 | Edgar Allan Poe Award voor beste film                           | Mann Rubin      | Genomineerd |
| 1981 | Saturn Award voor beste bijrolspeler                            | Martin Gabel    | Genomineerd |
| 1981 | Golden Raspberry Award voor slechtste actrice                   | Faye Dunaway    | Genomineerd |
| 1981 | Golden Raspberry Award voor slechtste actrice van het decennium | Faye Dunaway    | Genomineerd |